# Snelle

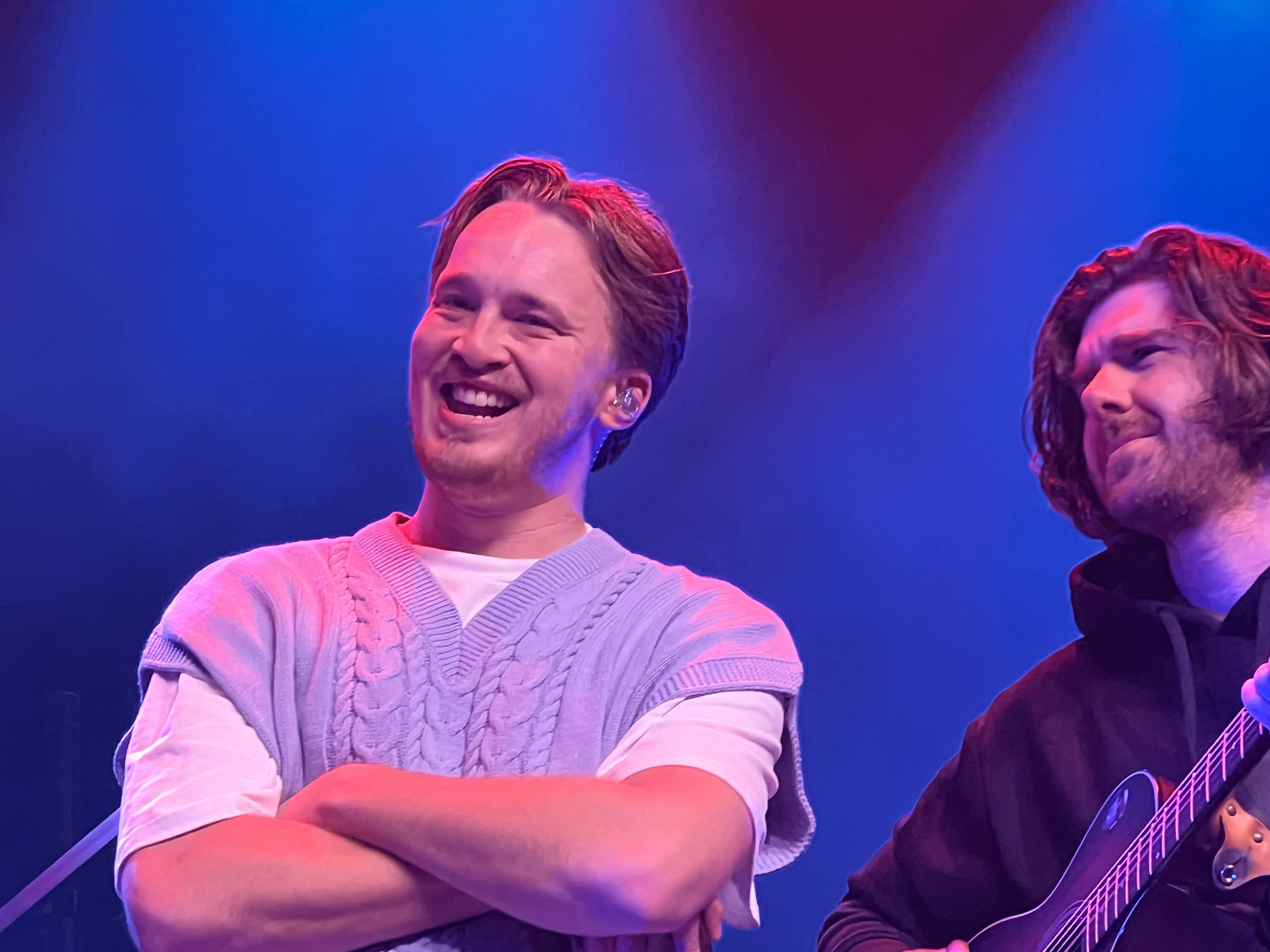
Snelle (a sinistra) nel dicembre 2022

Snelle, pseudonimo di Lars Bos (Gorssel, 3 ottobre 1995), è un rapper olandese.

## Biografia
Nel 2018 ha pubblicato il suo primo disco Lieve jongens. Nel 2019 escono i dischi Beetje bij beetje che raggiunge il secondo posto nella classifica olandese e Vierentwintig che arriva in prima posizione. Nello stesso anno pubblica il singolo Reunie che arriva in vetta alla classifica. A giugno 2019 ha vinto il FunX Music Award nella categoria "Best Song" per la sua canzone "Scars". L'album Vierentwintig ha ricevuto una candidatura all'European Independent Album of the Year Award degli IMPALA (2019). A fine 2019 intraprende un concerto a livello nazionale. L'anno seguente pubblica il singolo Smoorverliefd che arriva in cima alla classifica dei Paesi Bassi.

## Discografia

### Album in studio
- 2018 – Lieve jongens
- 2019 – Beetje bij beetje
- 2019 – Vierentwintig

### EP
- 2019 – Twee van vierentwintig

## Riconoscimenti
MTV Europe Music Awards
- 2019 – Miglior artista olandese[6]